# José Urtiaga
José Antonio Urtiaga Albizu (Éibar, Guipúzcoa, España, 17 de octubre de 1942-San Sebastián, 25 de junio de 2024) fue un futbolista español que se desempeñaba como delantero.

## Clubes
| Club                    | País   | Año                   |
| ----------------------- | ------ | --------------------- |
| C. D. Mestalla          | España | 1960-1962 y 1963-1964 |
| Valencia C. F.          | España | 1962-1963 y 1963-1966 |
| Club Atlético de Madrid | España | 1966-1968             |
| Real Sociedad de Fútbol | España | 1968-1973             |

## Palmarés

### Copas internacionales (1)
| Título                 | Club           | País   | Temporada |
| ---------------------- | -------------- | ------ | --------- |
| Copa Europea de Ferias | Valencia C. F. | España | 1962-63   |

## Fallecimiento
El 25 de junio de 2024, el exjugador y cantera del Valencia José Antonio Urtiaga falleció a los 81 años en San Sebastián.